# ديريك فورستر
ديريك فورستر (بالإنجليزية: Derek Forster)‏ (19 فبراير 1949 في المملكة المتحدة - 2 مايو 2024) هو لاعب كرة قدم بريطاني في مركز حراسة المرمى. لعب مع برايتون أند هوف ألبيون وتشارلتون أثلتيك ونادي سندرلاند وفانكوفر رويالز ‏.

## وصلات خارجية
- ديريك فورستر على موقع قاعدة بيانات كرة القدم.إي يو (الإنجليزية)